# سي اديليكي
سي اديليكي (بالإنجليزية: Seyi Adeleke)‏ (17 نوفمبر 1991 بلاغوس في نيجيريا - ) هو لاعب كرة قدم نيجيري في مركز الوسط. شارك مع منتخب نيجيريا تحت 17 سنة لكرة القدم. أما مع النوادي، فقد لعب مع نادي بيل-بيين ونادي ساليرنيتانا ونادي لاتسيو ونادي وسترن سيدني واندررز ويو أس بركوليتزه 1932.

## روابط خارجية
- سي اديليكي على موقع الاتحاد الدولي (مؤرشف)  (الإنجليزية)
- سي اديليكي على موقع قاعدة بيانات كرة القدم.إي يو (الإنجليزية)
- سي اديليكي على موقع Soccerway.com (الإنجليزية)
- سي اديليكي على موقع عالم كرة القدم.نت (الإنجليزية)